# Anna Mária orléans-i hercegnő
Orléans-i Anna Mária (franciául: Anne-Marie d’Orléans, olaszul: Anna Maria di Orléans; Saint-Cloud, Francia Királyság, 1669. augusztus 27. – Torino, Szárd Királyság, 1728. augusztus 26.), a Bourbon-ház orléans-i ágából származó francia hercegnő, Fülöp orléans-i herceg és Stuart Henrietta Anna gyermeke, II. Savoyai Viktor Amadé hitveseként szárd–piemonti királyné. Felnőttkort megért gyermekei között van a későbbi III. Károly Emánuel szárd–piemonti király, valamint Mária Adelheid francia dauphine és Mária Lujza spanyol királyné. Mária Adelheid nevű leánya révén XV. Lajos francia király anyai nagyanyja.

## Élete

### Származása, testvérei
Anna Mária francia királyi hercegnő Párizs mellett, a saint-cloud-i kastélyban született.
Édesapja a Bourbon-házból való Fülöp orléans-i herceg (Philippe de France, 1640–1701) volt, XIII. Lajos francia király és Ausztriai Anna francia királyné (1601–1666) második fia, XIV. Lajos király öccse, a Monsieur.
Édesanyja az orléans-i herceg első felesége, a Stuart-házból való Henrietta Anna angol királyi hercegnő volt (angolul: Henrietta Anne Stuart, franciául: Henriette d’Angleterre, 1644–1670), I. Károly angol király (1600–1649) és a Bourbon-házból való Henrietta Mária francia királyi hercegnő (1609–1669) leánya, IV. Henrik király unokája.
Három gyermekük született, de csak ketten érték meg a felnőttkort. Valamennyien a „királyi vérből való herceg / hercegnő” (franciául prince / princesse de sang) címet viselték.
- Mária Lujza királyi hercegnő (1662–1689, aki II. Károly spanyol király felesége lett, de a király testi állapota miatt nem született gyermekük.
- Fülöp Károly orléans-i herceg, Valois hercege (1664–1666), kisgyermekként meghalt.
- Anna Mária orléans-i hercegnő (1669–1728) szárd–piemonti királyné.

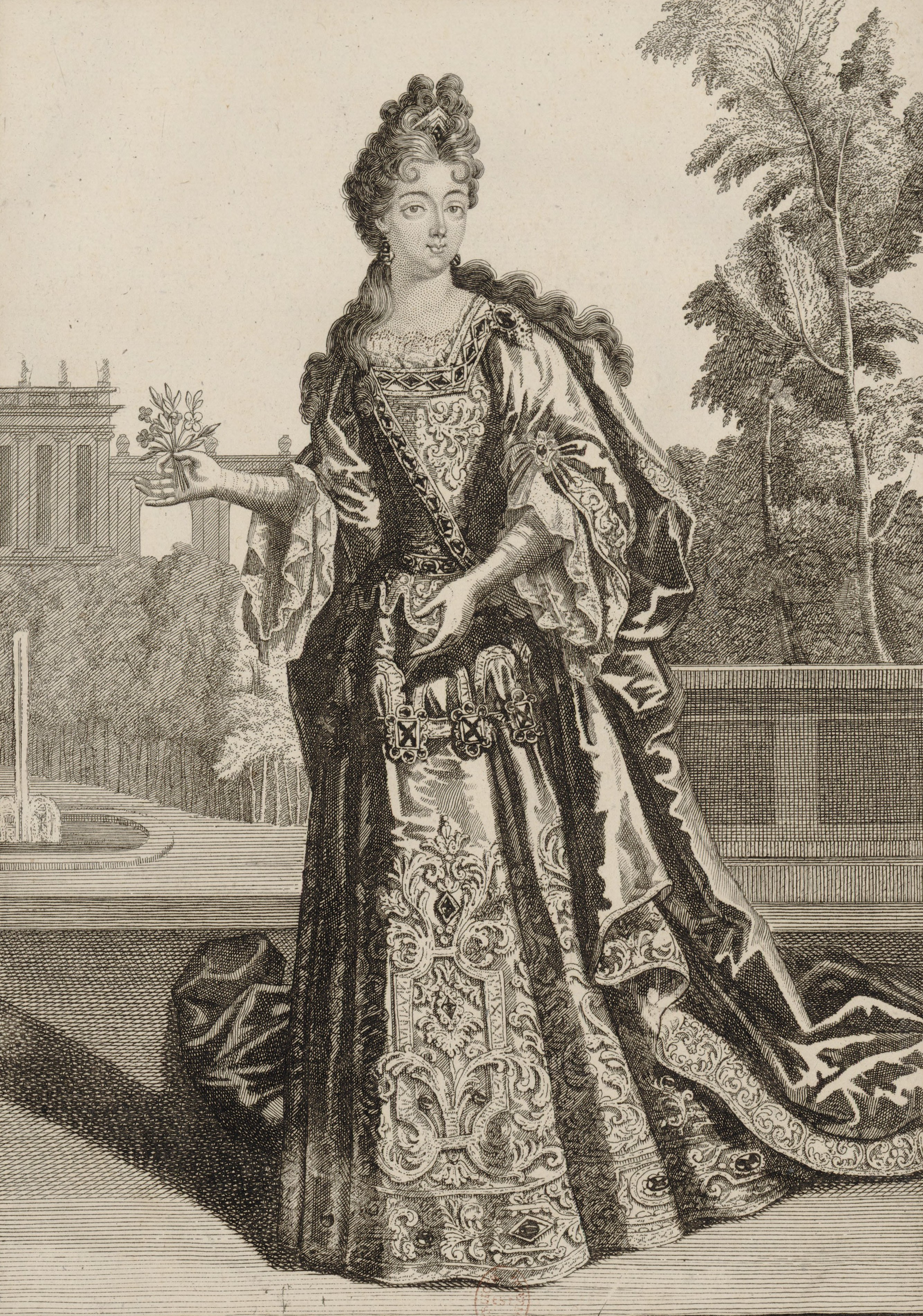
Anna Mária orléans-i hercegnő

Mária Anna egyéves volt, amikor édesanyja, Henrietta Anna angol királyi hercegnő meghalt. Apjának második feleségétől, a Wittelsbach-házból való Erzsébet Sarolta (Liselotte) rajna-pfalzi hercegnőtől (1652–1722), I. Károly pfalzi választófejedelem és Sarolta hessen-kasseli tartománygrófnő leányától három gyermeke született, Mária Anna féltestvérei:
- Sándor Lajos királyi herceg, Valois hercege (1673–1676), kisgyermekként meghalt.
- Fülöp herceg, Chartres hercege (Philippe d’Orléans, 1674–1723), XIV. Lajos halála után Franciaország régense, aki 1701-ben örökölte apja orléans-i hercegi címét, és megalapította a Bourbon-ház orléans-ágát, az ő utódai között találhatók például Lajos Fülöp király, és az orléans-i ágból származó francia trónkövetelők sora.
- Erzsébet Sarolta hercegnő (1676–1744), Lotaringia és Bar hercegnéje, a Vaudémont-házból származó I. Lipót lotaringiai herceg (1679–1729) felesége, I. (Lotaringiai) Ferenc német-római császár anyja. Férje halála után Lotaringia régense, és Commercy uralkodó hercegnője.

### Házassága, gyermekei

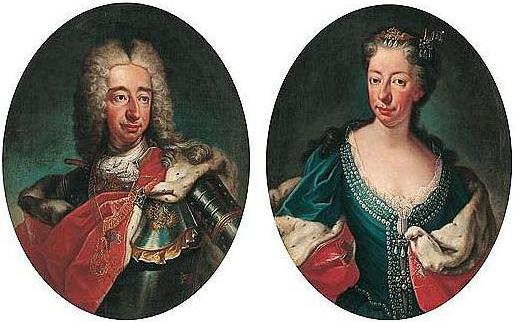
Viktor Amadé herceg és Anna Mária hercegné

1684. április 10-én Anna Mária hercegnő Versailles-ban házasságot kötött feleségül ment a Savoyai-házból származó II. Viktor Amadé savoyai herceghez (1666–1732). Az ünnepélyes esküvői szertartást 1684. május 6-án Chambéryben, a Savoyai Hercegség fővárosában is megtartották. Viktor Amadé herceg 1713-tól Szicília királya, majd 1720-tól II. Viktor Amadé néven Szardínia királya lett.
Házasságukból hat gyermek született, hárman érték meg a felnőttkort.
1. Mária Adelheid hercegnő (1685–1712), aki 1697-ben a francia trónörököshöz, Lajos királyi herceghez, Burgundia hercegéhez (1682–1712) ment feleségül. Az ő legkisebb fia lett XV. Lajos francia király.
2. Mária Anna (1687–1690), kisgyermekként meghalt.
3. Mária Lujza Gabriella hercegnő (1688–1714), aki 1701-ben V. Fülöp spanyol királynak (1683–1746), Lajos burgundiai herceg öccsének első felesége lett.
4. Viktor Amadé herceg (1699–1715), Piemont hercege, serdülőként meghalt.
5. Károly Emánuel herceg (1701–1773), aki 1730-ban örökölte apja trónját, és III. Károly Emánuel néven Savoya és Piemont hercege, szárd–piemonti király lett.
6. Emánuel Filibert (1705–1705), Chablais hercege, születésekor meghalt.

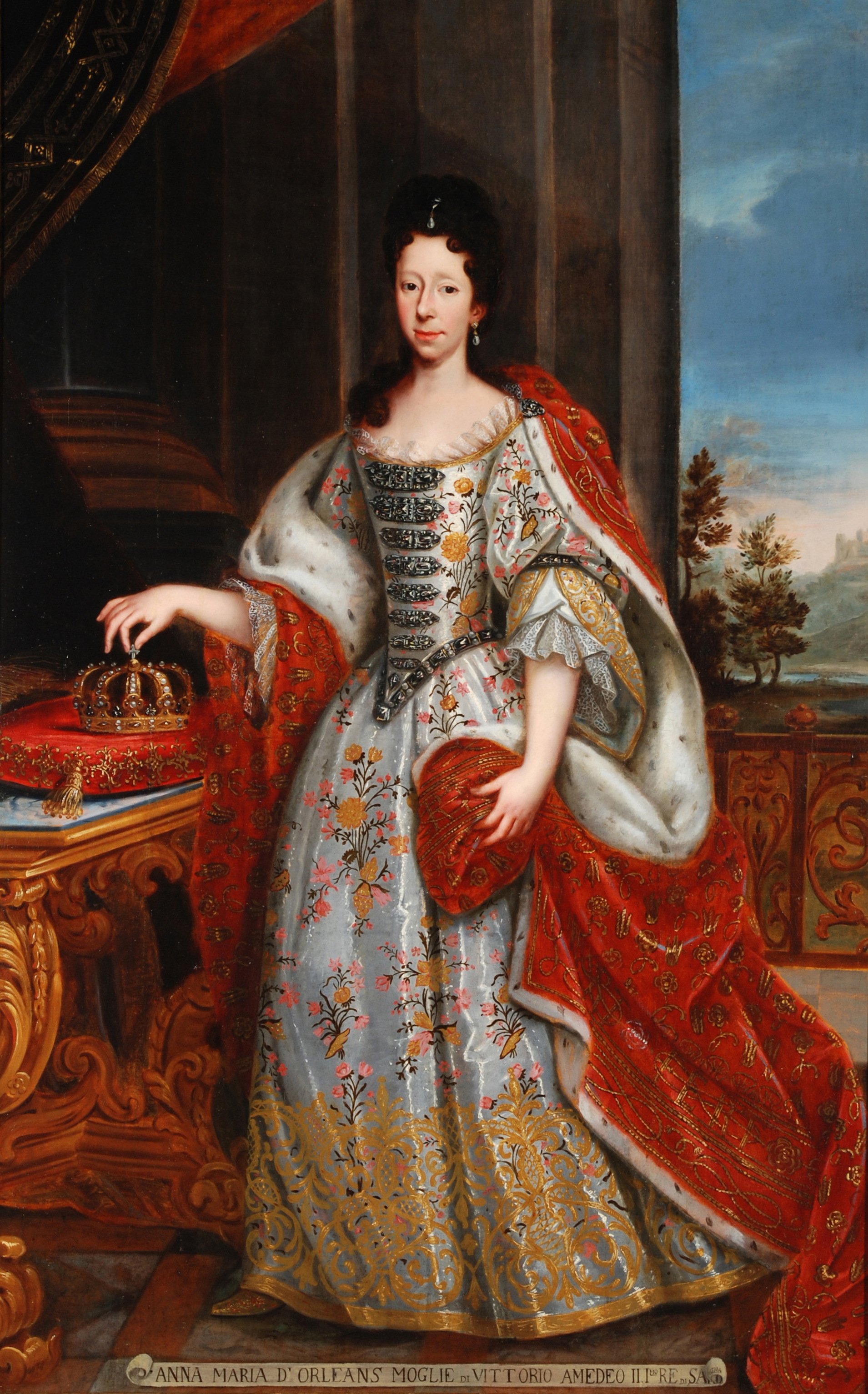
Anna Mária orléans-i hercegnő

A politikai érdekházasságot Anna Mária nagybátyja, XIV. Lajos erősen ösztönözte, mivel ennek révén a Savoyai Hercegséget saját katonai szövetségében kívánta tartani. Mivel azonban II. Viktor Amadé herceg titokban a francia függőség lazítását tervezte, a pfalzi örökösödési háborúban (1688–1697), majd a spanyol örökösödési háborúban (1703–1714) a Savoyai Hercegség a Habsburgok által vezetett franciaellenes szövetség oldalára állt. A francia hadsereg mindkét háború során megszállta Savoyát, a hercegi párnak menekülnie kellett Torinóból. Az utrechti békeszerződésben a győztes hatalmak Savoya hercegét elismerték Szicília királyának, Anna Mária hercegné öt évre szicíliai királyné lett, de II. Viktor Amadénak 1718-ban spanyol követelésre le kellett mondania Szicíliáról, cserébe 1720-ban, a négyes szövetség háborújának végén megkapta Szardínia királyának címet.
Férje, Viktor Amadé herceg házasságon kívüli viszonyt tartott fenn az Anna Máriával egyidős, férjezett Jeanne-Baptiste d’Albert de Luynes francia hercegnővel (1670–1736), Verrue (Verua) grófjának feleségével, aki 1690–1694 között két gyermeket is szült neki, akiket apjuk 1701-ben törvényesített és Savoyai hercegi rangra emelt, annak ellenére, hogy anyjuk 1700 végén hazaszökött Franciaországba. A herceg erkölcstelen viszonya feleségének nagybátyját, XIV. Lajos királyt is felháborította, leveleiben határozottan és fenyegetően igyekezett jobb belátásra bírni őt (sikertelenül).
Anna Mária szárd királyné Torinóban hunyt el 1728. augusztus 26-án, egy nappal 59. születésnapja előtt. Megözvegyült férje a következő évben újra megnősült, rangon aluli (morganatikus) házasságot kötött Anna-Teresa Canelli di Cumiana grófnővel (1679–1769), majd 1730-ban lemondott a szárd királyi trónról. Utódja Anna Mária királynétól született fia, Károly Emánuel herceg lett.

### A brit jakobiták trónörökösnője
Anyja révén Anna Mária királynét és utódait a brit jakobiták az Egyesült Királyság és Írország jogos trónörökösének tekintették.
Anna Mária királynét a brit jakobiták néhány éven át (1714–1720 között) az Egyesült Királyság (azaz Anglia és Skócia) és Írország trónvárományosának (heir presumptive) ismerték el. Ebben az időben a jakobiták trónkövetelője James Francis Edward Stuart herceg volt (The Old Pretender, 1688–1766), akit hívei „III. Jakab angol és VIII. Jakab skót király” néven a Brit-szigetek uralkodójának ismertek el. Anna Mária királyné 1714. augusztus 1-jén lett jakobita trónvárományos, amikor a trónkövetelő James Francis herceg nővére, Anna angol királynő (1665–1714) elhunyt. 1720. december 31-én, amikor James Francis herceg első fia, Charles Edward Stuart herceg (Bonnie Prince Charlie, 1720–1788) megszületett, ő vált Anna Mária királyné helyett a jakobiták trónvárományosává.
1807-ben (csaknem 80 évvel Anna Mária halála után) elhunyt II. Jakab angol király utolsó egyenes leszármazottja, Henry Benedict Stuart bíboros. A jakobiták ekkor Jakab elődjének, I. Károly angol királynak legidősebb élő leszármazottját ismerték el jogos trónigénylőnek. 1807-ben ez IV. Károly Emánuel szárd–piemonti király, Savoya hercege volt, Anna Mária királyné, orléans-i hercegnő és II. Viktor Amadé szárd–piemonti király dédunokája. Anna Mária királynétól származó szárd–piemonti királyok révén a brit jakobiták a 19. századtól a mai napig fenntartják a Stuart-ház legitimista igényét Nagy-Britannia Egyesült Királyság és Írország trónjára.